# Shaumiani
Shaumiani (en georgiano: მარტყოფი; en armenio: Շահումյան, romanizado: Shahumyan) es un pueblo de Georgia ubicado en el sur de la región de Baja Iberia, siendo parte del municipio de Marneuli.

## Toponimia
La localidad se denominaba hasta 1925 como Shulaveri (en georgiano: შულავერი) o Shulaver (en armenio: Շուլավեր) al revolucionario bolchevique armenio Stepán Shaumián.

## Geografía
Shaumiani se extiende a lo largo de las orillas del río Shulavri, afluente derecho del río Jram. 

## Historia
El viajero Johann Guldenshtedt, que visitó la región en el siglo XVIII, menciona el pueblo puramente armenio de Shulaveri, que constaba de 100 casas.
El hijo de Heraclio II de Georgia, Tsarevich Alexander, vivió en Shulaveri, hasta que en junio de 1800 emigró a la frontera turca, partiendo hacia Kars; lo siguieron varias docenas de georgianos y tártaros.
El 19 de diciembre de 1918, durante la guerra entre Armenia y Georgia, las unidades armenias tomaron el pueblo, pero el 29 de diciembre el pueblo quedó bajo el control de las tropas georgianas. El 15 de febrero de 1921, se creó en el pueblo el Comité Revolucionario de Georgia, que se dirigió a la URSS con una solicitud de asistencia militar. Al día siguiente, unidades del 11º Ejército Rojo cruzaron la frontera entre Armenia y Georgia y ocuparon Shulaveri, donde el 18 de febrero el Comité Revolucionario de Georgia proclamó la República Socialista Soviética de Georgia.
Shaumiani fue el centro administrativo del uyezd de Borchali de la gobernación de Tiflis hasta 1929, y del raión de Borchalo hasta 1947 cuando se transfirió a Marneuli y se cambió el nombre del distrito. Desde 1932 hasta el 1 de enero de 2014 tuvo la condición de asentamiento de tipo urbano.

## Demografía
La evolución demográfica de Shaumiani entre 1939 y 2014 fue la siguiente:
| 4553                                            | 5112 | 5587 | 6804 | 7117 | 5456 | 5770 | 6045 | 3630 | 3107 |
| (Fuente: Population of Georgia in Soviet times) |      |      |      |      |      |      |      |      |      |

Según los datos del censo de 2014, los armenios son el 88% de la población y los georgianos son el 11%. Según el primer censo general de población de 1897, la población de Shulaveri tenía un 89% de armenios.

## Infraestructura

### Transporte
Shaumiani se encuentra a 10 km de la estación de tren de Shulaveri.

## Personas ilustres
- Benjamin Markarian (1913-1985): astrofísico soviético armenio, por el que se nombra la cadena Markarian.
- Maro Markarian (1915-1999): poeta y traductora soviética armenia.

## Galería

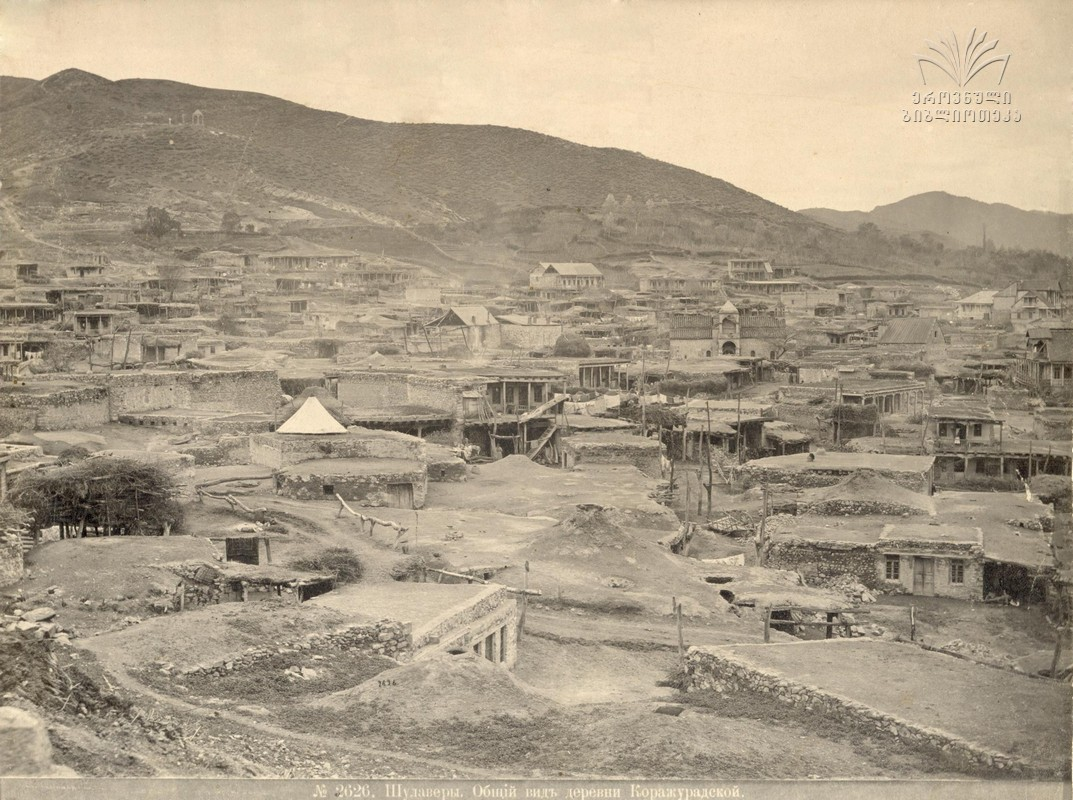
Shulaveri en 1870-1875
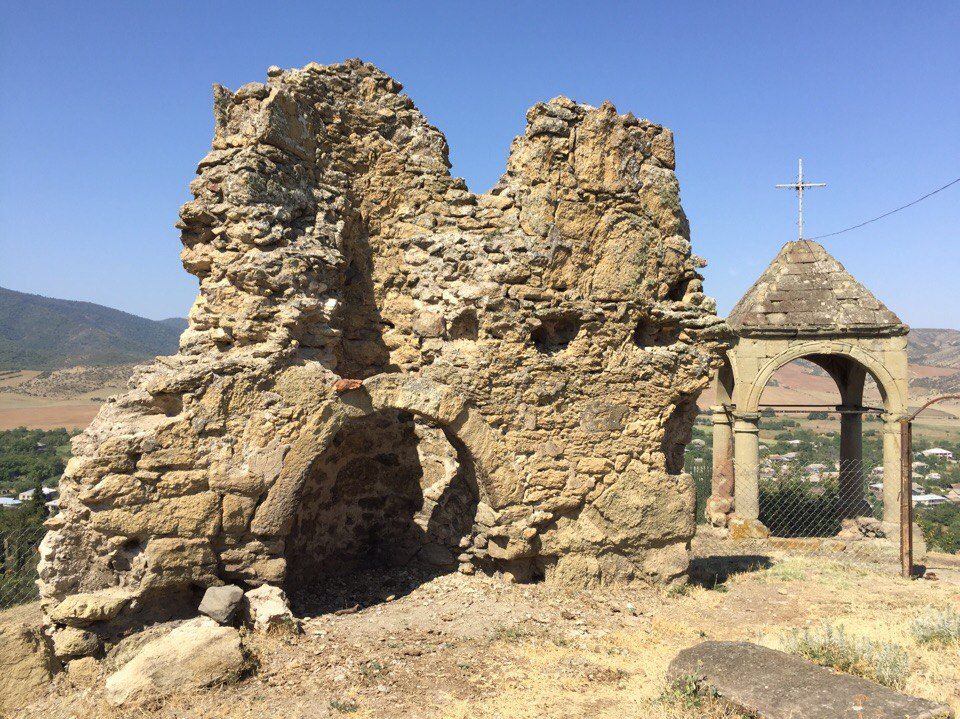
Antigua iglesia armenia de Shaumiani